# Johnstown (Nebraska)
Johnstown è un comune degli Stati Uniti d'America, situato nello Stato del Nebraska, nella contea di Brown.